# Schloss Haus (Grafenau)

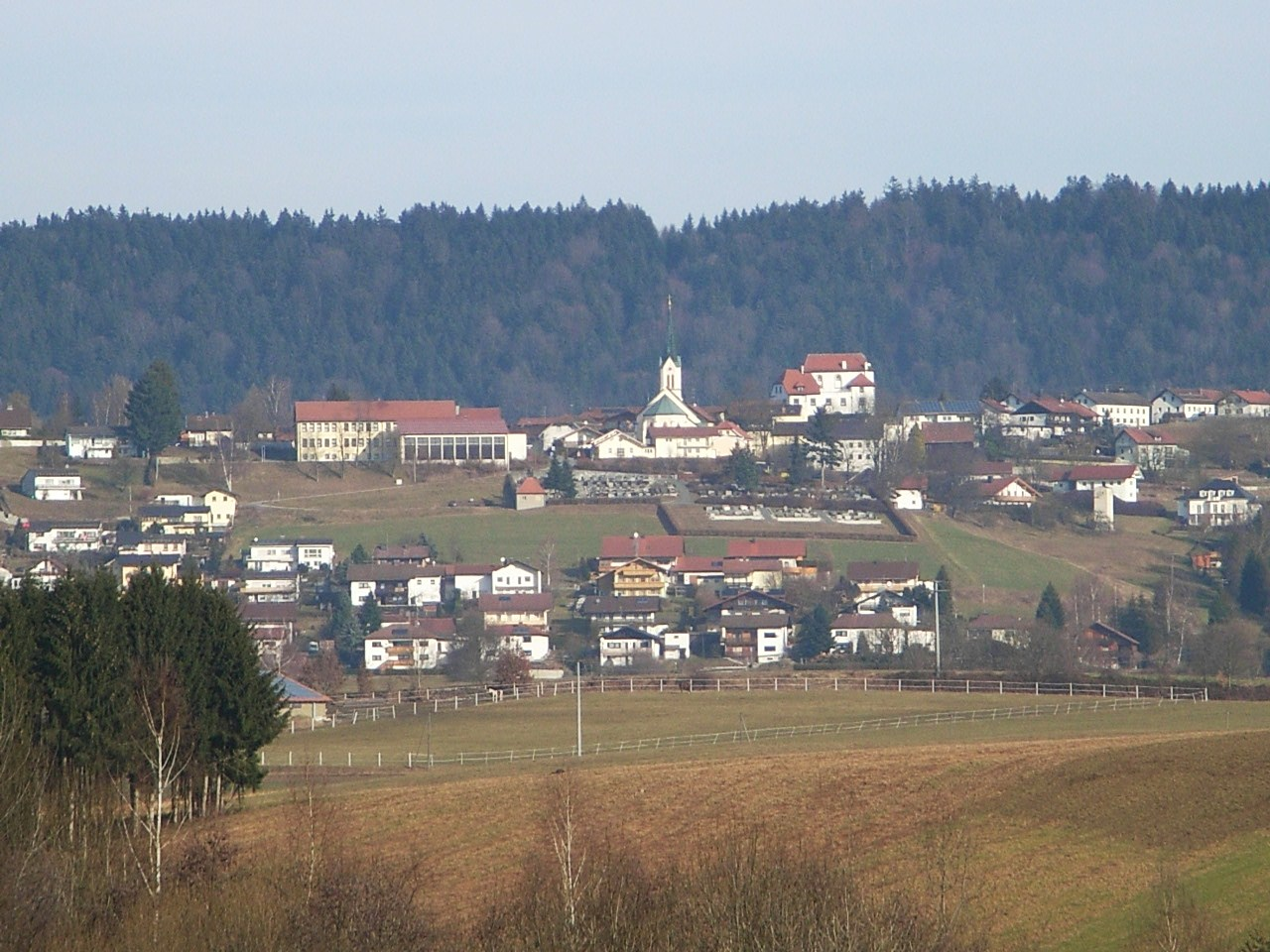
Blick auf Haus im Wald mit Schule, Kirche und Schloss

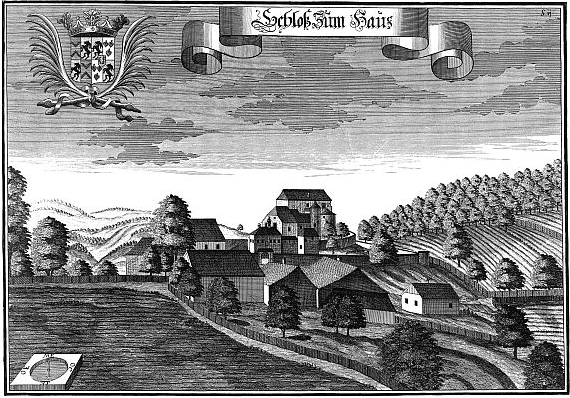
Schloss Haus im Wald nach einem Stich von Michael Wening (1726)

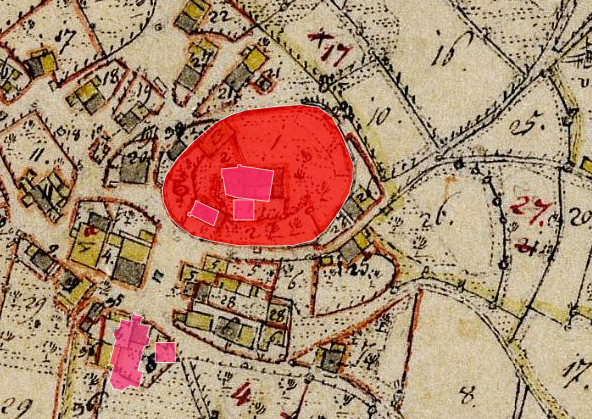
Lageplan von Schloss Haus im Wald auf dem Urkataster von Bayern

Das Schloss Haus ist ein Schloss in Haus im Wald, einem Ortsteil der Stadt Grafenau im niederbayerischen Landkreis Freyung-Grafenau. Die Anlage wird als Bodendenkmal unter der Aktennummer D-2-7146-0104 im Bayernatlas als „untertägige Befunde des Mittelalters und der frühen Neuzeit im Bereich des ehem. Hofmarkschlosses Haus, darunter die Spuren von Vorgängerbauten bzw. älteren Bauphasen“ geführt. Zugleich ist es unter der Aktennummer D-2-72-120-43 ein denkmalgeschütztes Baudenkmal von Grafenau.

## Geschichte
Das Schloss wurde im 12. Jahrhundert als festes Haus für die Herren von Haus errichtet. Ursprünglich hieß das auf einer Anhöhe gelegene Hofmarkschloss „Veste Vurt“ nach der im Tal der Ilz liegenden Furt, um die sich die Ortschaft Furth entwickelte. 1190 bzw. 1207 werden Eckhard und Heinrich de Vurt genannt. 1510 brannte das Schloss ab und wurde 1551 wieder aufgebaut. In einem Lehensbrief aus dem Jahr 1550 taucht erstmals der Name „Hauß“ auf. Als weiter Besitzer werden die Yssel, die Nussberger, die Trauner und die Freiherren von Pechmann genannt. 1803 kommt das Anwesen an Bayern. Zwischen 1818 und 1848 ist es im Besitz des Cajetan Max Friedrich von Hueb.
Das Schloss wurde ab dem 19. Jahrhundert bis 1961 als Schulgebäude genutzt. Nach weiteres Eigentümerwechseln und einer zwischenzeitlichen Nutzung als Heim für elternlose Kinder in den Jahren 1963 bis 1967 erwarb der Unternehmer Franz Zambelli Sopalù im Dezember 1977 das Schloss und begann im Frühjahr 1978 mit Renovierungs- und Sanierungsarbeiten, die im Herbst 1983 abgeschlossen wurden.

## Baubeschreibung
Das Gebäude ist ein kastenförmiger, dreigeschossiger Walmdachbau mit zweigeschossigen Anbauten nach Westen und Süden über einem unregelmäßigen Grundriss; im Kern stammtz das Gebäude aus dem Jahr 1551. Bemerkenswert ist das Torhaus, ein zweigeschossiger traufständiger Steildachbau mit Strebepfeilern und einer mittleren Durchfahrt; darüber befindet sich eine Wappentafel, bezeichnet mit „1551“. Über dem Nebeneingang steht die Jahreszahl „1878“. Reste der Ringmauer befinden sich im Westen und Süden; diese ist aus Bruchsteinen errichtet und stammt wohaus dem 16./17. Jahrhundert.